# Rhynchospora alba
Espèce
Classification phylogénétique
Statut de conservation UICN

 LC  : Préoccupation mineure
Rhynchospora alba, le Rhynchospore blanc, est une plante herbacée de la famille des Cyperaceae.

## Habitats
Tourbières acides.

## Répartition
C'est une espèce que l'on trouve en Europe, en Asie tempérée et en Amérique du Nord.

## Statut de protection
Elle est protégée dans de nombreuses régions françaises.

## Synonymes
- Schoenus albus L.
- Rhynchospora luquillensis Britton